# Missing Books Register
The Missing Books Register, är en databas som etablerades av International League of Antiquarian Booksellers år 2012 som Stolen Books Database, är ett register över värdefulla och/eller historiskt betydelsefulla böcker som gör det möjligt för bibliotek och antikvariat att spåra stulna eller saknade material. Den spårar verk som stulits eller förlorats efter den 15 juni 2010. Nyligen tillagda verk i registret är tidiga utgåvor av den ryske nationalistiske poeten Alexander Pusjkin som systematiskt stals från europeiska regionala och akademiska bibliotek med början 2022.